# Lionel Frank Page
Lionel Frank Page, kanadski general, * 17. december 1884, † 26. avgust 1944.